# Monumento a Samuel Noble
El Monumento a Samuel Noble es una escultura conmemorativa ubicada entre la Avenida Quintard y la Calle 11 en la ciudad de Anniston, Alabama, Estados Unidos. Fue erigida en 1895 para honrar al fundador de la ciudad, Samuel Noble.

## Historia
Noble emigró con su familia a Estados Unidos desde Inglaterra. La familia era propietaria de una fundición de armas en Georgia durante la Guerra de Secesión, que suministraba armamento al Ejército de los Estados Confederados. Su fundición fue posteriormente destruida por el Ejército de la Unión. En 1864. Al final de la guerra, comenzaron a reconstruir su negocio en Georgia y compraron tierras en el Condado de Calhoun, Alabama como expansión. Se asociaron con el ex general de la Unión Daniel Tyler y formaron Woodstock Iron Company, originalmente nombrando a la comunidad en ciernes Woodstock. Se le cambió el nombre a Anniston, en honor a la nuera de Tyler, para evitar confusiones sobre otro Woodstock ubicado entre los condados de Bibb y Tuscaloosa. Noble y Tyler diseñaron personalmente el plano de su ciudad que albergaba solo a los empleados de la empresa. Woodstock Company construyó los edificios e instaló la infraestructura.
Varios años después de la muerte de Noble en 1888, se recaudaron $ 5,400 para un monumento y Anniston aceptó un diseño de una estatua de granito y mármol blanco de Durham and Company en Charlotte, Carolina del Norte. La escultura real fue realizada por personas desconocidas en Italia bajo un contrato con Morris Brothers en Memphis, Tennessee. La inauguración pública de la estatua por parte de la nieta de Noble, Elizabeth Roberts, fue precedida por un desfile por Anniston.
Fue agregado al Registro Nacional de Lugares Históricos en 1985 como un ejemplo de escultura utilizada para conmemorar eventos o personas históricas. Aunque la Enciclopedia de Alabama acredita a todos los interesados en el establecimiento y desarrollo de Anniston, los habitantes del pueblo que encargaron la estatua y el Servicio de Parques Nacionales reconocen solo a Noble como el fundador real.